# Andrew W.K.
Andrew W.K., nome artístico de Andrew Fetterly Wilkes-Krier (Stanford, 9 de maio de 1979) é um cantor e compositor americano.

## História

### Biografia
Andrew W.K. nasceu em Stanford, Califórnia, e cresceu em Ann Arbor, Michigan. Aos 4 anos de idade, começou a aprender a tocar piano clássico na Escola de Música, Teatro e Dança da Universidade de Michigan. Posteriormente, frequentou o colégio preparatório Greenhills School e Community High School, onde aprendeu a tocar jazz no teclado. 
Seu pai é o professor James E. Krier, um conhecido advogado da Faculdade de Direito da Universidade de Michigan e co-autor do livro "Dukeminier & Krier".

### Carreira
Em 1993, quando tinha 14 anos, Andrew se juntou à banda Slam, mais tarde sendo convidado para a Reverse Polarity. Sua primeira gravação pública, "Mr. Surprise", saiu em uma compilação lançada pela gravadora Westside Audio Laboratories (agora conhecida como Ypsilanti Records) de Ypsilanti, Michigan. Ao longo dos próximos cinco anos ele esteve em muitas bandas diferentes como Lab Lobotomy, The Pterodactyls, Music Band, Mr. Velocity Hopkins, Kathode, The Portly Boys, Kangoo, The Beast People, Stormy Rodent, entre outras. 
Em 1994 fundou um grupo chamado Ancient Art of Boar, mais tarde tornando-se um projeto solo intitulado AAB, que terminou em 1998, quando Andrew mudou-se de Ypsilanti para a cidade de Nova York. 
Mais tarde, em 1998, foi lançado seu primeiro disco solo oficial como Andrew Wilkes-Krier, intitulado Room to Breathe, lançado pela gravadora Hanson Records. O lançamento aconteceu apenas em cassete e somente 35 cópias foram feitas. Outra fita, intitulada You Are What You Eat, seria lançada pouco tempo depois, mas as fitas masters desapareceram. Nesse mesmo ano, apareceu na compilação Labyrinths & Jokes da Hanson Records. A faixa que aparece no álbum fez parte da trilha sonora de Poltergeist, um filme feito por Aaron Dilloway e por si próprio.
Em 2000, lançou seu primeiro EP, AWKGOJ pela Bulb Records, que seria o primeiro lançamento solo sob o nome Andrew W.K.. Lançou mais um EP por esta gravadora, Party til You Puke, antes de assinar com a Island Def Jam. Em 2001, foi lançado seu primeiro álbum pela Island, intitulado I Get Wet. O álbum é conhecido pela sua capa: uma foto de Andrew W.K. com sangue escorrendo de seu nariz até o queixo e pescoço.

## Discografia

### Álbuns de estúdio
- I Get Wet (2001)
- The Wolf (2003)
- Close Calls with Brick Walls (2006)
- 55 Cadillac (2009)

### EP's
- AWKGOJ "Girls Own Juice" (2000)
- Party Til You Puke (2000)
- The "Party All Goddamn Night" EP (2011)

### Coletâneas
- The Very Best So Far (2008)
- Premium Collection (2008)
- Mother of Mankind "Rare & Unreleased 1999-2010" (2010)

### Singles
- "Room to Breath" (1998)
- "Party Hard" (2001)
- "She Is Beautiful" (2002)
- "We Want Fun" (2002)
- "Fun Night" (2002)
- "Tear It Up" (2003)
- "Never Let Down" (2003)
- "Long Live the Party" (2003, somente Japão)
- "Son Nano Kankei Neh Rock" (2008)
- "Kiseki" (2008) (cover de Greeeen)
- "I'm a Vagabond" (2010)
- "I Was Born to Love You" (2011, somente Japão)
- "Go Go Go Go" (2011)

### DVD's
- Tear It Up DVD (2003) - Inclui videoclipes de A.W.K. e filmagens de concertos
- The Wolf DVD bônus (2003) - Versão japonesa, inclui cenas exclusivas de bastidores
- Who Knows? (2006) - Longa-metragem ao vivo
- Close Calls with Brick Walls (2006)

### Trilhas sonoras de filmes e televisão
- Out Cold com "She Is Beautiful"
- Jackass: The Movie com "We Want Fun"
- Stealing Harvard com "Party Hard"
- Old School com "Fun Night"
- Freaky Friday com "She Is Beautiful"
- Dance of the Dead com "You Will Remember Tonight"
- Masters of Horror com "You Will Remember Tonight"
- American Pie Presents: Band Camp com "She Is Beautiful"
- Aqua Teen Hunger Force Colon Movie Film for Theaters com "Party Party Party"